# La xica dels cabells blancs
La xica dels cabells blancs (xinès simplificat: 白毛女, pinyin: Bái Máo Nǚ) és una òpera i ballet xinés creada el 1945 per Yan Jinxuan sobre un llibret escrit per He Jingzhi i Ding Yi. La versió de ballet va ser estrenada el 1965 al Shanghai Dance Academy. Entre les seues intèrprets, hi ha la famosa soprano Guo Lanying.
També es va enregistrar una pel·lícula en blanc-i-negre, realitzada l'any 1950 per Wang Bing i Shui Hua. En la versió cinematogràfica, l'heroïna és venuda pel seu pare al terratinent, és violada i pareix un xiquet que mor a la muntanya, escenes que no es troben a l'òpera revolucionària. És considerada una obra mestra del Realisme socialista, i va ser realitzada a l'estudi de cinema de Changchun.
Durant la Revolució cultural, baix l'autoritat de Jiang Qing, última esposa de Mao Zedong, només huit obres podien ser representades, entre les quals sols es trobaven dos ballets, El destacament femení roig i La xica dels cabells blancs. Irònicament, es prohibiria la versió cinematogràfica sobretot per la trama semi-fantàstica i el seu enfocament romàntic, en detriment de la lluita de les classes.

## Història
L'obra naix arran del Fòrum de Yan'an, unes converses liderades per Mao Zedong que, el 1942, van proposar la línia i moral de l'art socialista. Un dels seus autors, He Jingzhi, afirma que s'inspiraren en una llegenda urbana popular a Hebei pels anys 40, que parlava d'una deessa de cabells blancs. La criatura de cabells blancs era una camperola pobra que havia perdut a la seua família i que fou rescatada pel Huité Exèrcit Roig. La pel·lícula va rebre un premi al Festival Internacional de Cinema de Karlovy Vary.

## Trama
Durant la segona guerra sinojaponesa, la jove Xi'er és esclavitzada pel tirà Huang Shiren, proper a l'invasor japonés. Però Xi'er s'escapa a la muntanya, on les dures condicions de vida fan que el seu cabell es torne blanc. Creient-la morta, el seu promès Wang s'allista a l'exèrcit roig. Finalment els dos enamorats es retroben i l'exèrcit allibera al poble de l'ocupació japonesa. Finalment, Xi'er recuperarà el color negre dels seus cabells en casar-se amb el seu promés.
El ballet s'ha continuat representant després de la Revolució cultural i la caiguda de la banda de les quatre. A partir dels anys 1980, el vessant dramàtic i els personatges de la història prenen major protagonisme en les representacions en detriment de la ideologia de classe i la idea de venjança.

## Galeria

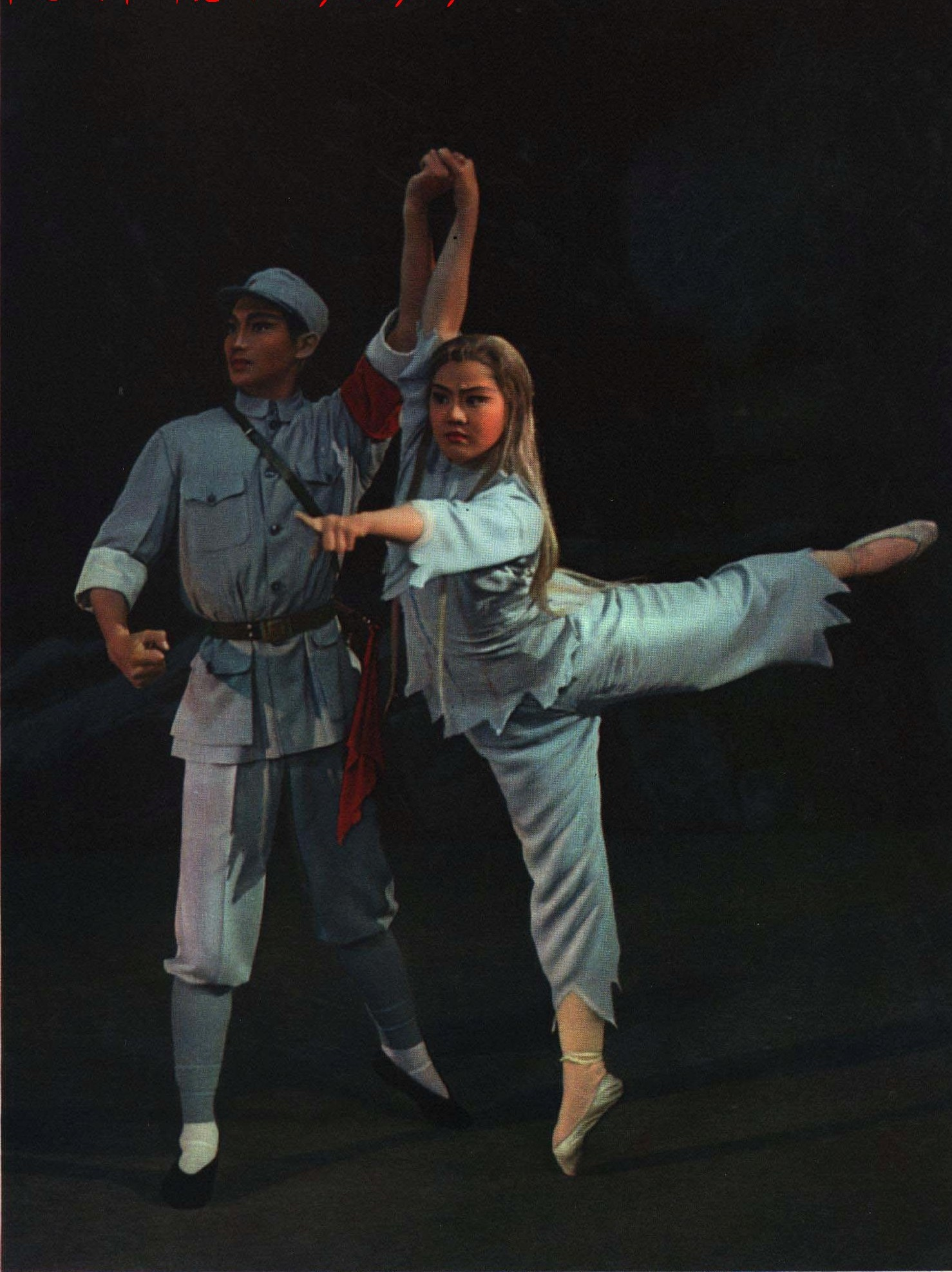
Representació de l'òpera, 1967.
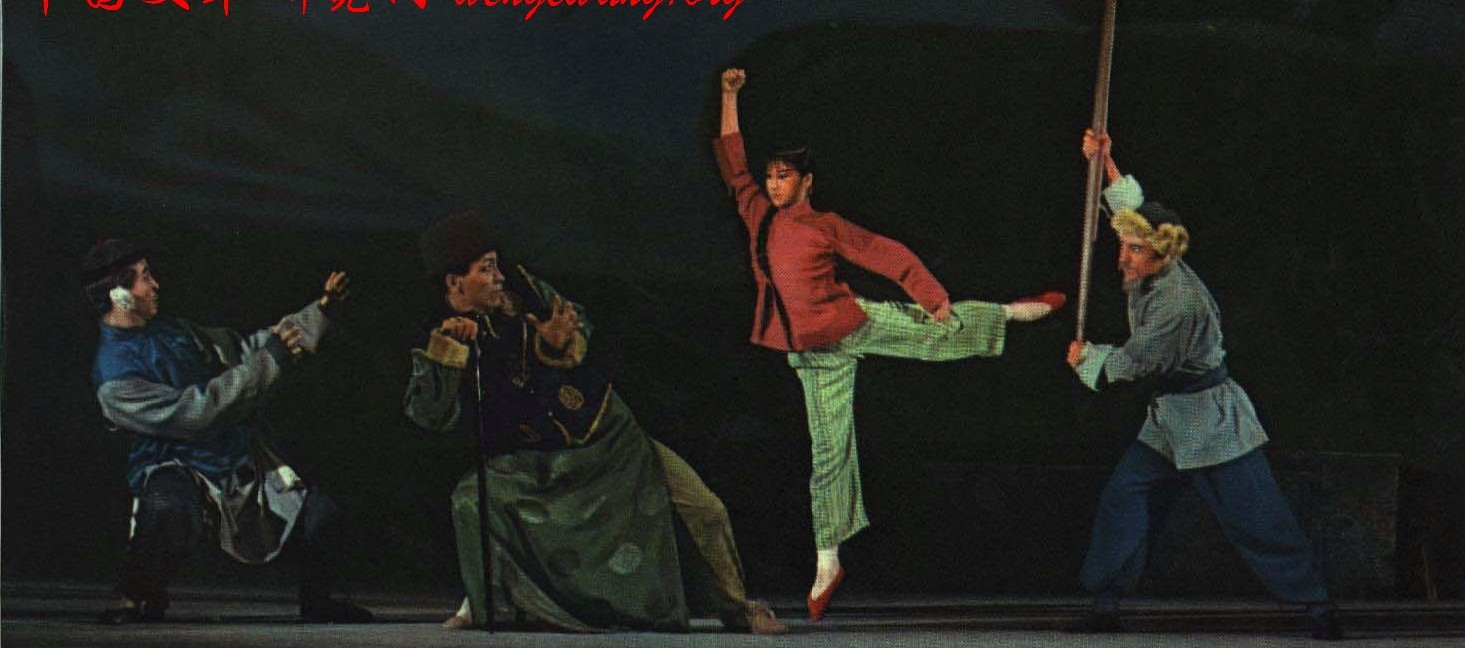
Representació de l'òpera, 1967.
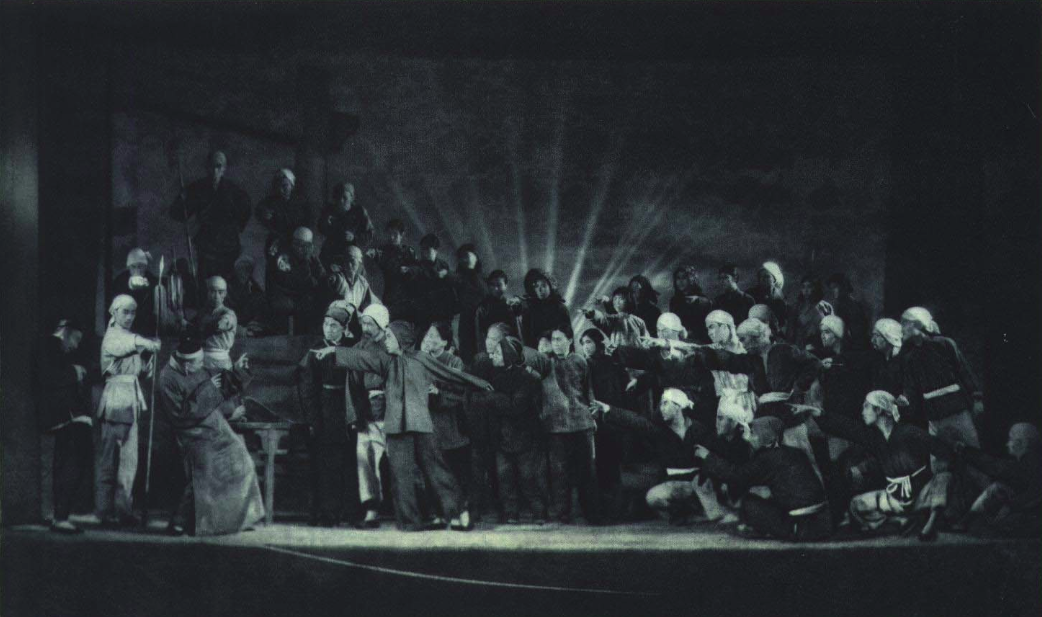
Escena de la pel·lícula, 1950.